# Jacques Ishaq
Jacques Ishaq (25 tháng 2 năm 1938 – 22 tháng 6 năm 2023) là một Giám mục người Iraq của Giáo hội Công giáo nghi lễ Chaldeans, trực thuộc Giáo hội Công giáo Rôma. Ông nguyên là Giám mục thuộc Giáo triều của Giáo hội nghi lễ Chaldeans. Trước và song song với chức danh Giám mục Giáo triều, ông từng đảm nhận vị trí Tổng giám mục chính tòa Tổng giáo phận Erbil và Giám quản Tòa Thượng phụ Babylon, nghi lễ Chaldeans trong thời gian ngắn cuối năm 2012 và đầu năm 2013.

## Tiểu sử
Tổng giám mục Jacques Ishaq sinh ngày 25 tháng 3 năm 1938, tại Mossul, thuộc Iraq. Sau quá trình tu học dài hạn tại các chủng viện theo quy định của Giáo luật, ngày 20 tháng 6 năm 1963, Phó tế Ishaq, 25 tuổi, tiến đến việc được truyền chức linh mục. Linh mục này cũng là thành viên của linh mục đoàn Tổng giáo phận Mossul, nghi lễ Chaldean.
Sau gần 25 năm thực thi các trách vụ của một người linh mục, ngày 7 tháng 5 năm 1997, tin tức được loan báo rằng linh mục Jacques Ishaq đã được chọn để gia nhập vào hàng ngũ các giám mục, cụ thể với vị trí Tổng giám mục chính tòa Tổng giáo phận Arbil (Erbil), nghi lễ Chaldean. Lễ tấn phong cho vị tân giám mục được tổ chức sau đó vào ngày 26 tháng 9 năm 1997, với phần nghi thức được cử hành cách trọng thể bởi 3 giáo sĩ cấp cao. Chủ phong cho vị tổng giám mục tân nhiệm là Thượng phụ Raphaël I Bidawid, Thượng phụ Tòa Thượng phụ Babylon, nghi lễ Chaldeans. Hai vị giáo sĩ còn lại với vai trò phụ phong, gồm có Tổng giám mục André Sana, Tổng giám mục chính tòa Tổng giáo phận Kerkūk, nghi lễ Chaldean và Tổng giám mục Emmanuel III Delly, Giám mục Giáo triều của Giáo hội nghi lễ Chaldean. Bất ngờ sau gần hai năm thi hành tác vụ, ngày 4 tháng 5 năm 1999, vị giám mục trẻ tuổi Ishaq từ nhiệm và đã được chấp thuận.
Sau năm năm rời các hoạt động tôn giáo, ngày 21 tháng 12 năm 2005, Tổng giám mục Ishaq được tái bổ nhiệm làm Giám mục của Giáo triều Giáo hội Công giáo nghi lễ Chaldeans và danh hiệu Giám mục Hiệu tòa Nisibis dei Caldei. Bày năm sau đ1o, đi kèm và song song với nhiệm vụ Giám mục Giáo triều, Tổng giám mục Jacques Ishaq còn được tin tướng trao trọng trách Giám quản Tông Tòa Tòa Thượng phụ Babylon, nghi lễ Chaldeans trong khoảng thời gian ngắn, từ ngày 19 tháng 12 năm 2012 đến ngày 31 tháng 1 năm 2013. Ông chính thức thôi vị trí Giám mục Giáo triều sau đó vào ngày 25 tháng 6 năm 2014.

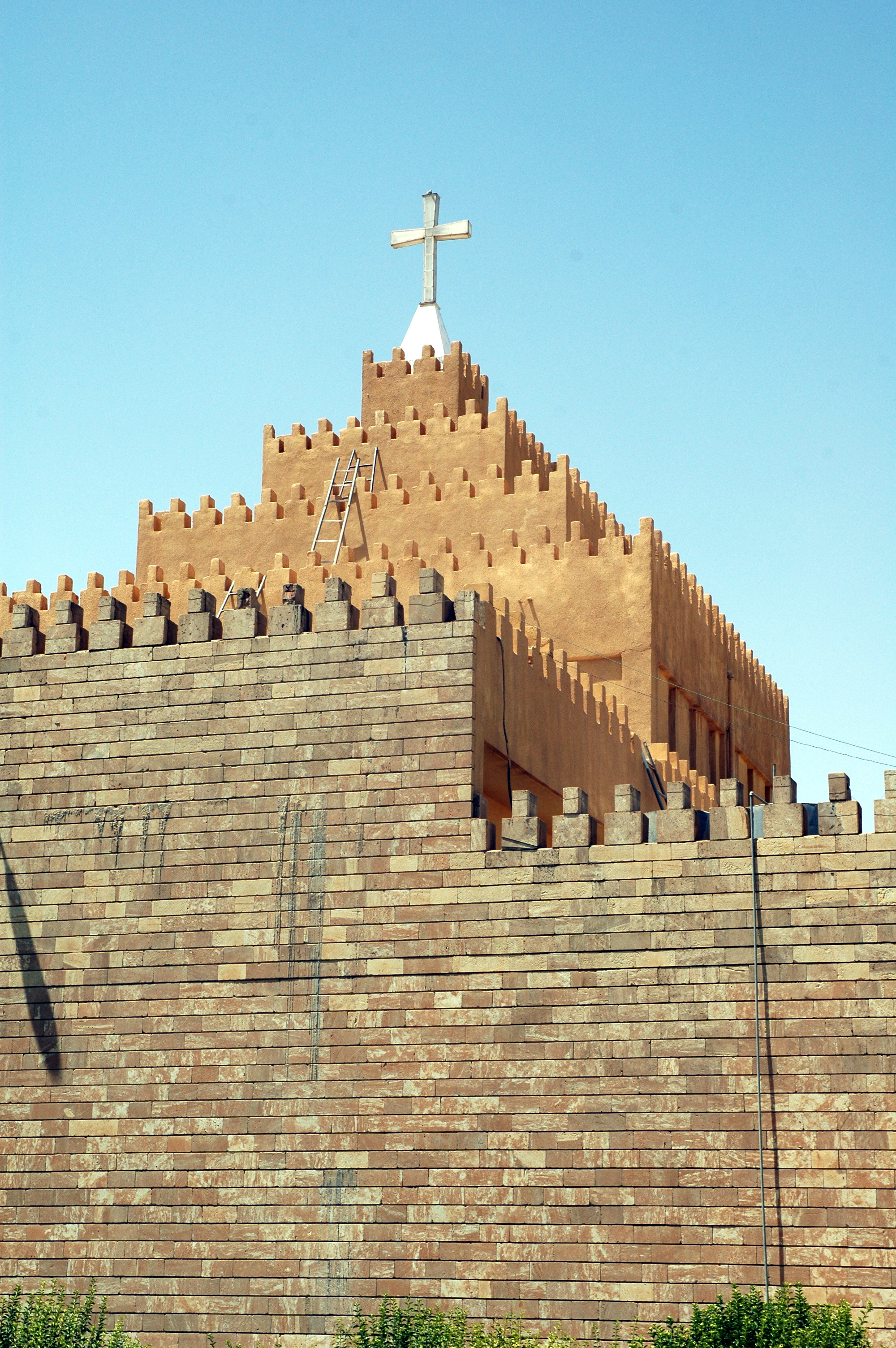
Nhà thờ Thánh Joseph, Ankawa.

Sau khi Thượng phụ Mar Emmanuel III Delly nghỉ hưu, ông phục vụ với tư cách locum tenens của Thượng phụ Babylon của người Chaldea cho đến khi được bầu làm Thượng phụ Louis Raphaël I Sako. Năm 2014, ông nghỉ hưu với tư cách là Giám mục Giáo triều Babylon.
Ông qua đời vào ngày 22 tháng 6 năm 2023, hưởng thọ 85 tuổi.